# Der letzte Zeuge
Der letzte Zeuge (Ultimul martor) a fost un serial de film polițist german cu 73 de episoade produs între anii 1998 - 2007 de postul ZDF.

## Distribuție
- În film rolurile principale sunt jucate de Ulrich Mühe (medicul legist Dr. Robert Kolmaar), Gesine Cukrowski (medicul Dr. Judith Sommer) și Jörg Gudzuhn (comisar de poliție).
- În rolurile secundare apar: Olivia Pascal, Margrit Sartorius, Annett Renneberg , Marie Gruber, Annika Murjahn, Pegah Ferydoni, Theresa Scholze, Andreas Maria Schwaiger, Markus Majowski, Daniel Krauss, Volker Ranisch, Leonard Lansink, Dieter Mann, Renate Schroeter, Lavinia Wilson, Dominique Horwitz și Claudia Messner.